# Feuguerolles-Bully
Feuguerolles-Bully település Franciaországban, Calvados megyében. Lakosainak száma 1512 fő (2022. január 1.). Feuguerolles-Bully Amayé-sur-Orne, Maltot, Saint-André-sur-Orne, Vieux, Laize-Clinchamps és Saint-Martin-de-May községekkel határos.

## Népesség
A település népességének változása:
| Lakosok száma | 612  | 1105 | 1125 | 1375 | 1410 | 1455 | 1428 | 1439 | 1443 | 1512 |
|               | 1975 | 1990 | 1999 | 2011 | 2013 | 2016 | 2017 | 2019 | 2020 | 2022 |